# Ripley County (Missouri)
Ripley County is een county in de Amerikaanse staat Missouri.
De county heeft een landoppervlakte van 1.630 km² en telt 13.509 inwoners (volkstelling 2000). De hoofdplaats is Doniphan.